# Essunga pastorat
Essunga pastorat är ett pastorat i Skara-Barne kontrakt i Skara stift i Svenska kyrkan. Pastoratet omfattar hela Essunga kommun i Västra Götalands län.
Pastoratskoden är 030111.
Pastoratet bildades 2002 och omfattar följande församlingar:
- Essunga församling
- Främmestad-Bärebergs församling